# Piove in discoteca
Piove in discoteca è un singolo del cantautore italiano Tommaso Paradiso, pubblicato il 27 maggio 2022.

## Video musicale
Il video, diretto dai YouNuts! e girato sull'isola di Ponza con protagonisti gli attori Francesco Pellegrino e Cloe Simoncioni, è stato reso disponibile in concomitanza del lancio del singolo attraverso il canale YouTube del cantante.

## Tracce
Testi e musiche di Tommaso Paradiso, Davide Petrella e Dario Faini.
1. Piove in discoteca – 3:31